# Listă de dramaturgi armeni
Aceasta este o listă de dramaturgi armeni în ordine alfabetică:

## A
- Anush Aslibekyan

## B
- Hagop Baronian (1843–1891), armean otoman, satirist.[1]

## H
- Zhora Harutyunyan

## S
- Gabriel Sundukian

## Ș
- Alexandr Șirvanzade (Alexandr Movsisian)

## T
- Bedros Tourian  (Petros Durian) (1851 - 1872)

## P
- Papken Papazian

## Z
- Perch Zeytuntsyan

## Vezi și
- Listă de scriitori armeni
- Listă de dramaturgi